# Wiesław Garboliński

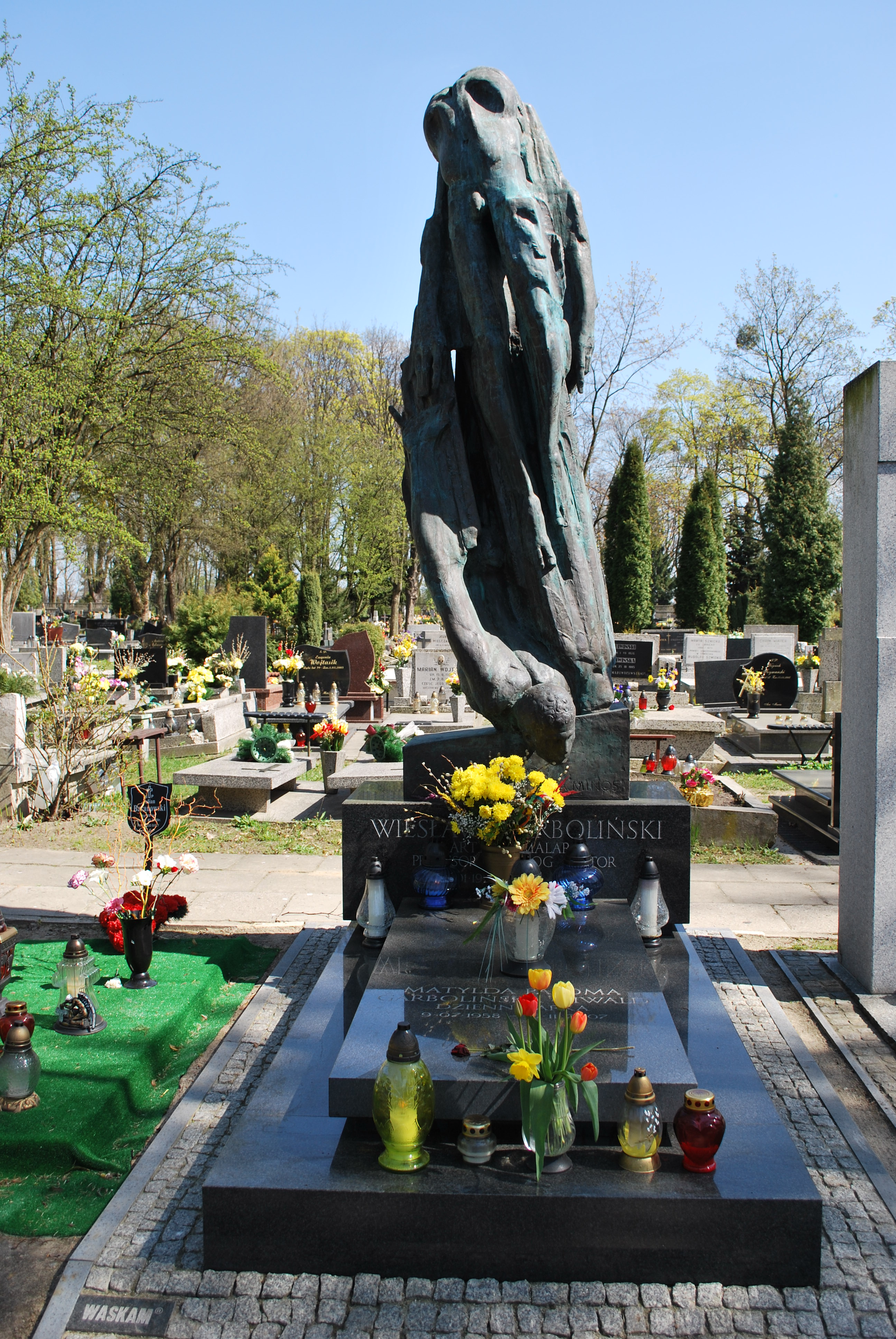
Nagrobek Wiesława Garbolińskiego autorstwa Mariana Koniecznego na cmentarzu komunalnym na Dołach w Łodzi

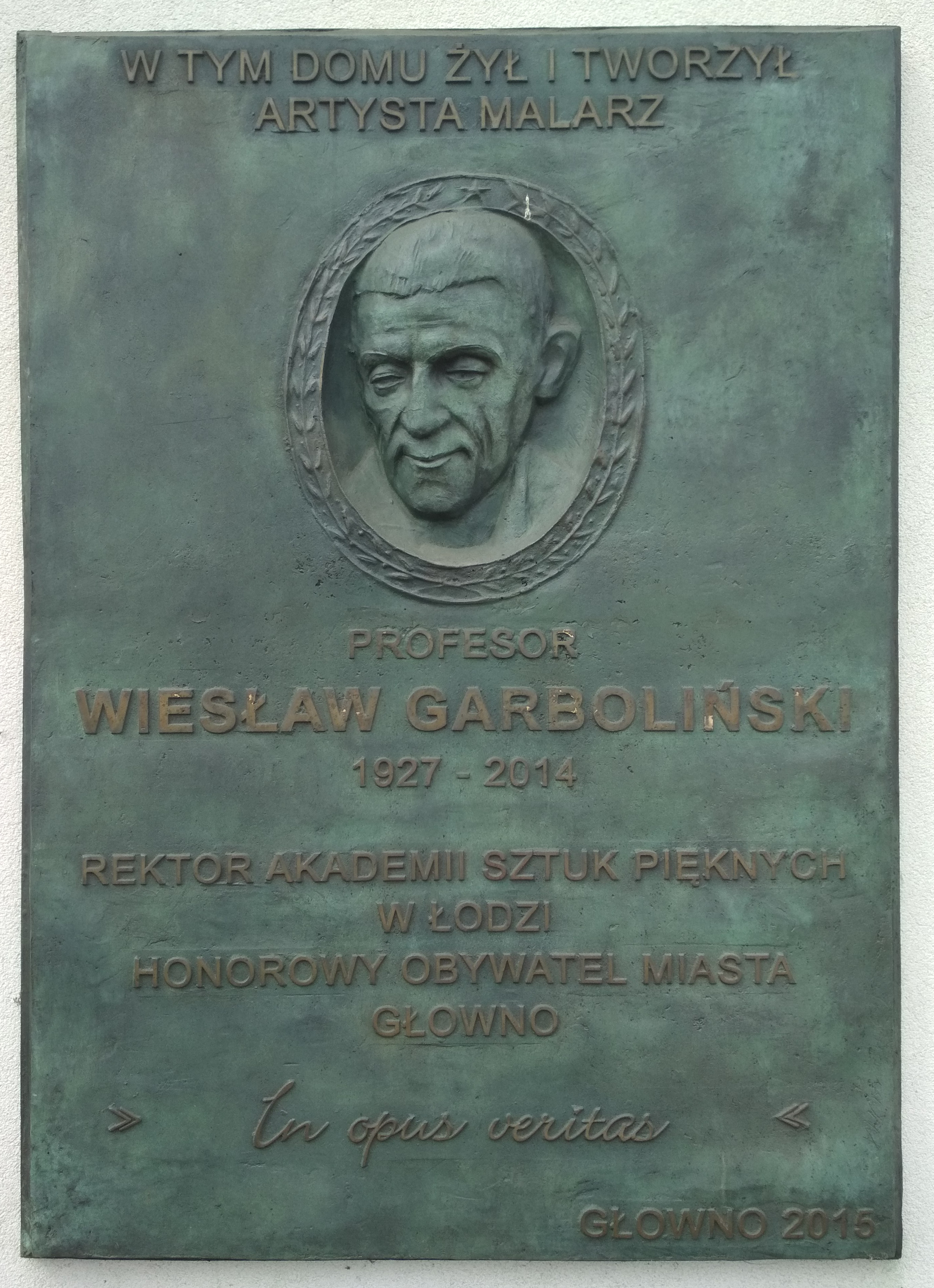
Zdjęcie tablicy pamiątkowej na domu, w którym żył i tworzył Wiesław Garboliński. Głowno, ul. Mikołaja Kopernika 11

Wiesław Garboliński (ur. 2 stycznia 1927 w Głownie, zm. 31 sierpnia 2014) – polski malarz i rysownik.

## Życiorys
Urodził 2 stycznia 1927 w Głownie, jego rodzicami byli pochodzący ze Strykowa Jadwiga (z domu Pietrasiak) i Władysław Garboliński. Ojciec pracował jako młynarz, lecz nie posiadał własnego młyna, sezonowo dorabiał jako strycharz. Wiesław miał również starszego brata Stanisława, który później pracował jako zawiadowca na kolei, na dworcu Łódź Kaliska. Jako młody chłopak, Wiesław swoje pierwsze doświadczenia ze sztuką nabył w głowieńskiej Szkole Podstawowej nr 2 pod dyrekcją Aleksandra Orczykowskiego. W czasie okupacji niemieckiej ojciec oraz starszy brat zostali wywiezieni na roboty przymusowe do Niemiec. Wiesław musiał sam z matką starać się o utrzymanie, w związku z tym zatrudnił się jako pomocnik artysty u Feliksa Paszkowskiego, który otoczył młodego artystę opieką i wiele nauczył w kwestii sztuki malarskiej.
Po wojnie młody artysta ukończył liceum dla dorosłych w Łodzi, zdając maturę w 1948. W latach 1948–1954 studiował na Akademii Sztuk Pięknych w Krakowie, gdzie poznał pochodzącą z Lipiec Reymontowskich Halinę Strzyż, z którą ożenił się 28 sierpnia 1955. W okresie 1954–1957 odbywał studia aspiranckie w Instytucie Malarstwa, Rzeźby i Architektury w Leningradzie. Po powrocie, w 1958, zamieszkał razem z żoną w Łodzi. W tym samym roku urodziła im się córka Matylda.
W latach Garboliński 1975–1981 był rektorem Państwowej Wyższej Szkole Sztuk Plastycznych w Łodzi, a w okresie 1972-1977 pełnił również funkcję prezesa łódzkiego oddziału Związku Polskich Artystów Plastyków. Był współzałożycielem Związku Polskich Artystów Malarzy i Grafików, a w okresie 1985-1989 wiceprezesem zarządu głównego związku. W latach 1983–1990 był członkiem Narodowej Rady Kultury, a w 1986–1989 członkiem Ogólnopolskiego Komitetu Grunwaldzkiego.
Malował barokowe kompozycje, pełne nagich ciał, posągów czy figur, inspirowanych płótnami wielkich mistrzów. W 1978 otrzymał Nagrodę indywidualną Trybuny Ludu, a w 1979 Dyplom honorowy Związku Artystów Plastyków ZSRR. W latach 80. tworzył obrazy o tematyce patriotyczno-wojskowej. W roku jubileuszu 45-lecia LWP 12 października 1988 roku otrzymał Nagrodę I stopnia Ministra Obrony Narodowej w dziedzinie plastyki. Wcześniej był odznaczony Krzyżem Oficerskim Orderu Odrodzenia Polski, Krzyżem Kawalerskim Orderu Odrodzenia Polski, Srebrnym Krzyżem Zasługi, Medalem 30-lecia Polski Ludowej, Złotym i Srebrnym Medalem „Za zasługi dla obronności kraju”, Odznaką Zasłużony Działacz Kultury i Medalem "Za zasługi w rozwoju współpracy kulturalnej między Polską a Związkiem Radzieckim" (przyznany przez ZG TPPR, 1974).
Był aktywnym działaczem PZPR. Należał do partii od 1951 roku, był członkiem plenum Komitetu Wojewódzkiego PZPR w Łodzi i delegatem na VII i VIII Zjazd PZPR.
Pochowany w alei zasłużonych na cmentarzu komunalnym Doły w Łodzi.